# Kim Tae-ri
Dans ce nom coréen, le nom de famille, Kim, précède le nom personnel.
Pour les articles homonymes, voir Kim.
Kim Tae-ri (hangeul : 김태리 ; RR : Gim Tae-ri ; MR : Kim T'aeri) est une actrice et mannequin sud-coréenne, née le 24 avril 1990.

## Biographie
Kim Tae-ri a commencé comme mannequin dans des publicités télévisées pour SK Telecom, The Body Shop ou le ministère de la Culture, des Sports et du Tourisme (ko).
Avant d'être révélée par le film Mademoiselle (2016), elle joue dans plusieurs courts et moyen métrages indépendants comme Moon-young (2015) de Kim So-yeon et Lock Out (2015) de Kim Hyun-zo.

## Filmographie

### Longs métrages
- 2016 : Mademoiselle (아가씨) de Park Chan-wook : Sook-hee
- 2017 : 1987: When the Day Comes (1987) de Jang Joon-hwan : Yeon-hee
- 2018 : Petite Forêt de Yim Soon-rye : Hye-won
- 2021 : Space Sweepers (승리호) de Jo Sung-hee : le capitaine Jang
- 2022 : Alienoid : Les Protecteurs du futur (외계+인 1부) de Choi Dong-hoon : Lee Ahn
- 2024 : Alienoid: Return to the Future (외계+인 2부) : Lee Ahn

### Courts métrages
- 2015 : Who Is It? (누구인가) de Son Gi-ho
- 2015 : Moon-young (문영) de Kim So-yeon : Moon-young
- 2015 : Lock Out (락 아웃) de Kim Hyun-zo

### Séries télévisées
- 2018 : Mr Sunshine (미스터 션샤인) : Go Ae-shin
- 2022 : Twenty-Five Twenty-One (스물다섯 스물하나) : Na Hee-do
- 2023 : Revenant (악귀) : Gu San-young
- 2024 : Jeong Nyeon (정년이) : Yoon Jeong-nyeon

### Publicités
- 2018 : Flower by Kenzo[2]

### Autres
- 2016 : Mademoiselle - interprète des chansons du film

## Distinctions

### Récompenses
- Director's Cut Awards 2016 : meilleure nouvelle actrice dans Mademoiselle
- Buil Film Awards 2016 : meilleure nouvelle actrice dans Mademoiselle
- Pusan Film Critics Awards 2016 : meilleure nouvelle actrice dans Mademoiselle
- Blue Dragon Film Awards 2016 : meilleure nouvelle actrice dans Mademoiselle